# 初恋 (1997年の映画)
『初恋』（はつこい、原題：初纏恋后的2人世界、英題：First Love, The Litter on the breeze）は、1997年に製作された、香港・日本合作の映画。日本では、1998年5月23日に公開された。金城武とカレン・モクのW主演。
夢遊病の少女と夜間清掃員の青年、恋に臆病な男と恋人が繰り広げる恋の行方を描く、2つのオムニバス形式の物語。

## キャスト
- ラム：金城武
- カレン：カレン・モク
- ウェイウェイ：リー・ウェイウェイ
- ヤッピン：エリック・コット

## スタッフ
- 監督：エリック・コット
- 脚本：オーシャン・チャン、イップ・リムサム
- エグゼクティブプロデューサー：チャン・イーチェン
- 製作：ウォン・カーウァイ、大里洋吉
- 撮影：クリストファー・ドイル
- 美術：マン・リムチャン
- 音楽：カール・ウォン
- 編集：チャン・キーホップ
- 字幕：税田春介
- 配給：アミューズ
- 制作：Jet Tone Production
- 製作：Block 2 Pictures、アミューズ